# Comté de Northern Lights

Le comté de Northern Lights sur la carte des comtés de l'Alberta, Canada.

Le comté de Northern Lights (anglais : Northern Lights County) est un district municipal de 4 117 habitants en 2011, situé dans la province d'Alberta, au Canada.

## Communautés et localités
Bourgs
- Manning

Hameaux
- Deadwood
- Dixonville
- North Star
- Notikewin
- Paddle Prairie Métis Settlement

Localités
- Chinook Valley
- Clear Hills
- Fairacres
- Hawk Hills
- Hotchkiss
- Keg River
- Kemp River
- Leddy
- Scully Creek
- Smithmill
- Sweet Water
- Warrensville
- Warrensville Centre
- Weberville

Autres
- Carcajou
- Twin Lakes

## Démographie
| 2011  | 2016  |
| ----- | ----- |
| 4 117 | 4 200 |